# Jauja
Jauja (en quechua: Shawsha pronunciado [ʂɐwʂɐ]) es una ciudad peruana, capital del distrito y de la provincia homónimos, en el departamento de Junín. Fue fundada el 25 de abril de 1534 por Francisco Pizarro sobre un asentamiento ya poblado con la finalidad de que sea la capital de los territorios conquistados por lo que se considera la «primera capital del Perú». Mantuvo esa condición por un año hasta la fundación de Lima. Se ubica en el centro del país, en la cabecera norte del valle del Mantaro. Integra la lista de las ciudades más altas del Perú, y su plaza de armas se encuentra a 3390 m s. n. m.
La ciudad de Jauja está conformada por la conurbación de tres distritos: Sausa, Yauyos y Jauja. Y en 2017 contaba con una población estimada de 31 697 habitantes, según datos del INEI, y es la cuarta ciudad más poblada del departamento de Junín tras la capital Huancayo y las ciudades de Pichanaqui y Tarma.

## Etimología
En cuanto al origen del nombre, a pesar de que las raíces etimológicas de la palabra «Jauja» se suelen buscar en vocablos quechuas o aymaras, es más que probable que simplemente se adoptara ese nombre en recuerdo y homenaje a la ciudad española de Jauja, como sucedió con tantos otros topónimos en el proceso de colonización. No debe olvidarse que en castellano antiguo Jauja se escribía Xauxa porque la letra X se pronunciaba como una "J" débil, como aún sucede en topónimos como México y Texas, que se pronuncian y pueden escribir con "J". La cordobesa población española de ese mismo nombre se halla entre Córdoba y Sevilla, a orillas del río Genil, dentro del término municipal de Lucena a quien pertenece. La Jauja española fue fundada por los árabes en el siglo XII sobre poblados mucho más antiguos. En lengua árabe la palabra jauja se puede traducir como pasillo, pasadizo o portillo.

## Ubicación geográfica

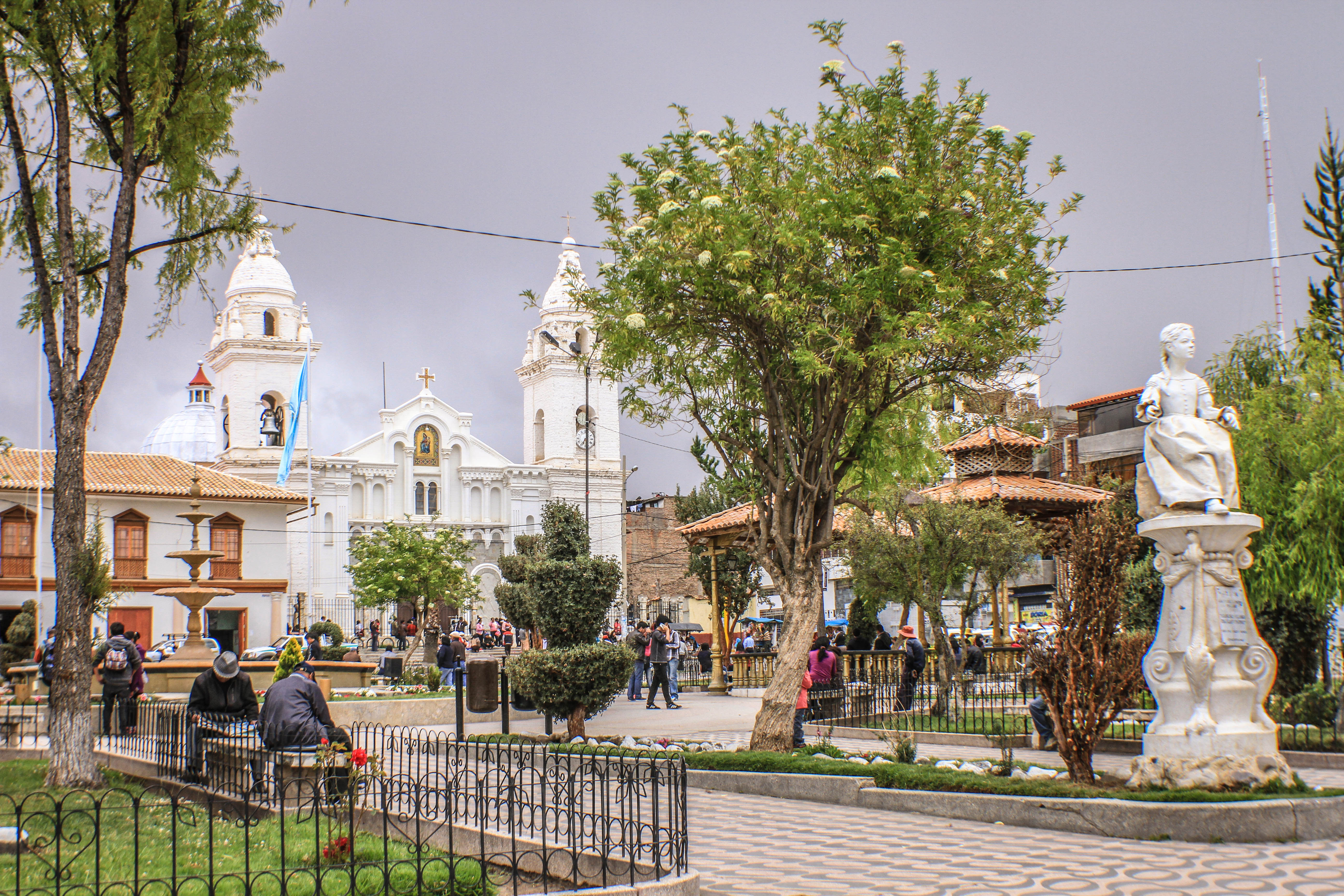
Vista de la plaza Mayor de Jauja desde el lado del Jr. Junín. La estatua que se observa es de Francisca Pizarro Yupanqui, la primera mestiza del Perú. Al fondo se encuentra la iglesia matriz de la ciudad.

La ciudad de Jauja se ubica en la cabecera norte del valle del Mantaro. Su plaza de armas dista 3.3 kilómetros del punto donde el río Mantaro cambia su recorrido noroeste-sureste y se hace norte-sur. Hace el noroeste de la ciudad se encuentra la laguna Tragadero y hacia el norte la laguna de Paca. Asimismo, hacia el este recorre el río Yacus. 

## Historia

### Historia precolombina
En la ubicación donde hoy se encuentra la ciudad de Jauja existieron asentamientos humanos de épocas preincaicas de la cultura Huanca. La zona fue incorporada al Imperio Inca durante la expansión liderada por quien sería el inca Pachacútec tras cruenta lucha. La tradición oral ha rescatado la historia de la masacre que el Inca Pachacútec infligió a los huancas de la zona que lucharon contra ellos. La tradición señala que el inca ordenó la mutilación de las dos manos a todos los varones y la mutilación de la mano derecha a todas las mujeres. Ese episodio tuvo lugar en la pampa de Maquinhuayo (actual Muquiyauyo), a escasos cinco kilómetros al sur de la actual ciudad de Jauja.
La llacta de Hatun Xauxa fue fundada después de la caída de la ciudadela de Tunanmarca (Siquillapucara) aproximadamente en 1465 por Túpac Inca Yupanqui y tuvo la categoría de centro administrativo siendo uno de los centros poblados de mayor importancia después del Cusco. Por orden del inca se construyó en la parte alta de este poblado un palacio real, aposentos para la corte del Inca, un acllawasi, un templo dedicado al dios Sol (Inti).

### Historia colonial
En el siglo XVI, tras la llegada de los conquistadores españoles y durante el viaje que realizaban hacia la ciudad del Cusco, Francisco Pizarro decidió la conveniencia de fundar una ciudad que sirviera como cabecera o capital de los territorios que estaba descubriendo. De esa manera, el 25 de abril de 1534, Pizarro fundó la ciudad aprovechando el amplio valle en el que se ubicaba (el más ancho de toda la cordillera andina). La fundación se realizó bajo el nombre de «Santa Fe de Hatun Xauxa» utilizando la denominación quechua que los incas otorgaron a la localidad.
Durante el año 1534 Pizarro y su tropa permanecieron una prolongada etapa en Jauja antes de reiniciar su marcha hacia el Cusco. Por esa época Jauja con su ameno clima era sede de enormes tampu o tambos (depósitos) en donde los incas habían acumulado enormes cantidades de alimentos, vestimentas y riquezas varias que permitieron a los españoles vivir holgadamente durante meses. Precisamente esta abundancia fue probablemente lo que les hizo recordar a la española Jauja, en la cual, según relata hiperbólicamente Lope de Rueda, las calles estaban empedradas con piñones y por ellas corrían arroyos de leche y de miel. Así se asentó la legendaria magnificencia del valle del Mantaro, y más en concreto del País de Jauja. De hecho, se hizo popular la expresión «Esto es Jauja», que persiste en nuestros días en países hispanoparlantes y se aplica cuando en un lugar la riqueza está al alcance de la mano y la vida es fácil y sin restricciones. 
Al año siguiente, Francisco Pizarro fundó la Ciudad de Los Reyes (actual Lima) y dispuso que la capitalidad de los territorios que iba conquistando, y posteriormente formarían la Gobernación de Nueva Castilla, se mudara a esta ciudad. No obstante, Jauja se mantuvo como una ciudad importante tanto a nivel económico como administrativo en el Valle del Mantaro. En el plano político, sin embargo, Jauja perdería su rol protagónico tras el establecimiento de Tarma como capital del corregimiento, primero, y la intendencia homónima después. 
El 3 de julio de 1565, Lope García de Castro, gobernador provisional del Virreinato del Perú, creó el corregimiento de Jauja con su capital la llacta de Hatun Xauxa. Este corregimiento era dependiente de la intendencia de Tarma, que se convirtió en la principal ciudad de la zona. El primer corregidor fue el capitán Juan Larreinaga Salazar quien buscó un lugar más apropiado para trasladar la ciudad. El lugar original luego fue despoblado y demolido. El nuevo pueblo fue fundado el 6 de octubre de 1565. Durante la época colonial, Jauja fue reconocida por su clima seco, especialmente beneficioso, según la medicina de la época, para los enfermos de las vías respiratorias y tuberculosis. 

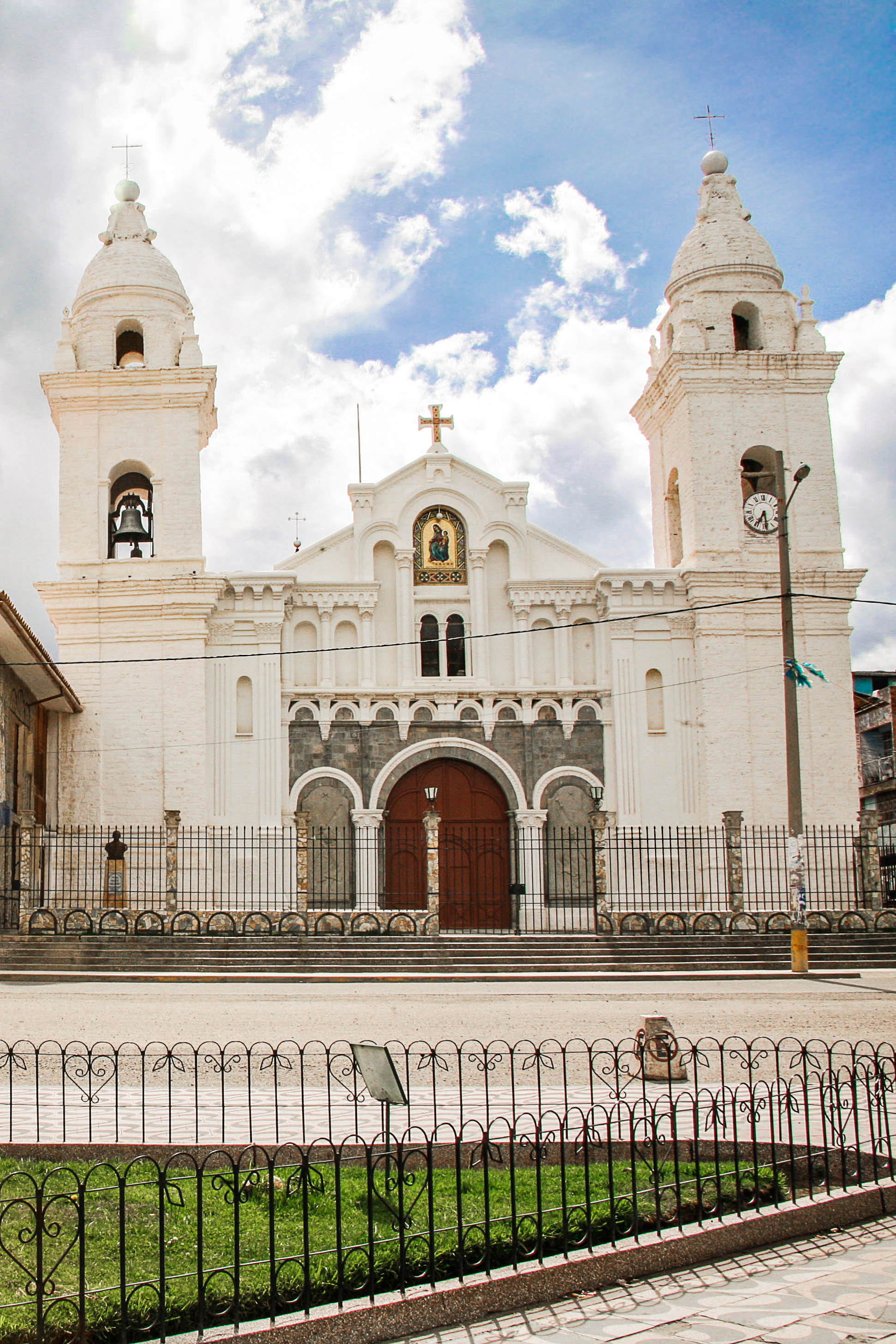
Iglesia matriz de la ciudad de Jauja.

### Historia republicana
A partir del siglo XVIII, el pueblo de Huancayo que fue tomando importancia. Luego de la independencia del Perú, Jauja mantuvo su condición de capital de la Provincia de Jauja la misma que ocupaba todos los territorios del colonial Partido de Jauja incluyendo no sólo la zona circundante sino también los territorios de las actuales provincias de Huancayo y Concepción. En 1857 se creó la provincia de Concepción y, en 1864, por iniciativa del senador José Jacinto Ibarra, nacido en Jauja, se creó la provincia de Huancayo. De esa manera, Jauja dejó de ser la principal ciudad del sector occidental del departamento de Junín. Esta situación se terminaría consolidando cuando Huancayo fue declarado como capital del departamento en 1931.
A finales del siglo XIX, durante la guerra del Pacífico, el territorio de Jauja fue parte de la «Campaña de la Breña», en la cual las huestes peruanas intentaban causar un repliegue en el avance chileno. El 22 de abril de 1882 se dio el combate de Huaripampa en el que montoneras de campesinos jaujinos bajo el mando del párroco Buenaventura Mendoza se enfrentaron al regimiento Carabineros de Yungay.
Luego de la guerra, durante la reconstrucción, Jauja y sus alrededores volverían a tener preponderancia durante la guerra civil entre Cáceres e Iglesias. Iglesias, confiado en la superioridad de sus fuerzas, envió contra Cáceres un ejército de 4000 hombres. Cáceres sacó a relucir sus dotes de estratega aislando a sus enemigos en los Andes y atacando Lima de sorpresa en lo que se conoció como la «huaripampeada».
En el siglo XX, la ciudad de Jauja retomó su renombre como un lugar de clima saludable, especialmente para los enfermos de tuberculosis y otras afecciones respiratorias. El establecimiento del Sanatorio Domingo Olavegoya en las primeras décadas del siglo XX atrajo a enfermos de muchas partes del mundo, que hicieron de Jauja una ciudad pequeña pero muy cosmopolita, descrita en la novela País de Jauja de Edgardo Rivera Martínez. En el cementerio de Jauja se pueden ver lápidas con nombres provenientes de muchas partes del mundo. Luego del desarrollo de los antibióticos, la ciudad dejó de tener importancia en ese aspecto.

## Geografía
Esta capital de provincia tiene una extensión de 749,19 km², de los que la mayor parte son sierra. Su extensión total es de 3,749.19 km².

## Demografía
En el siguiente cuadro se presenta una lista con 3 distritos del continuo urbano de Jauja.
| Distritos del continuo urbano de Jauja              | Población estimada 2017 |
| --------------------------------------------------- | ----------------------- |
| 1. Jauja                                            | 18 996                  |
| 2. Sausa                                            | 3 224                   |
| 3. Yauyos                                           | 9 477                   |
| Total                                               | 31 697                  |
| Fuente:INEI Directorio Nacional de Centros Poblados |                         |

## Monumentos históricos

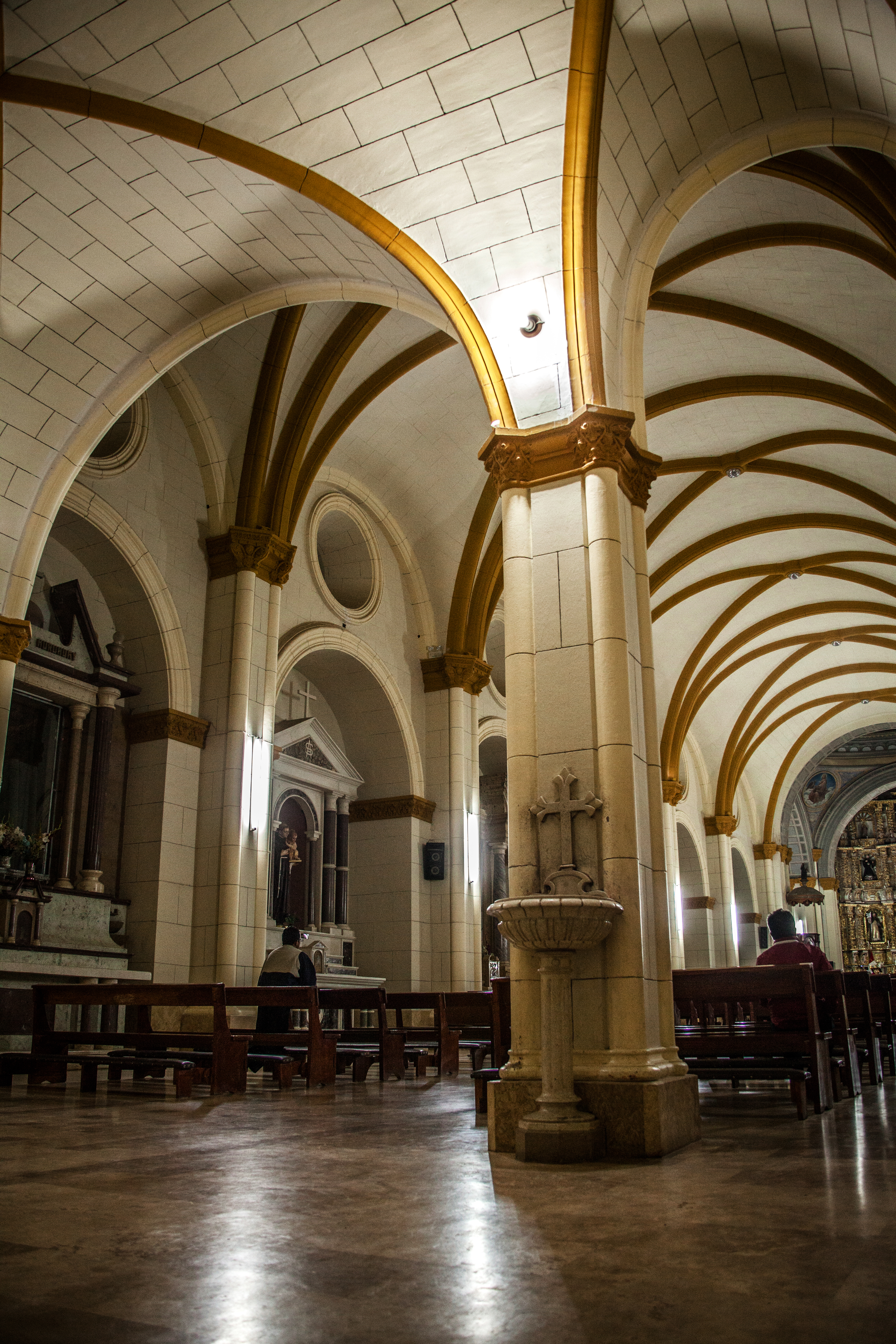
Pileta de agua bendita, que se encuentra al ingreso de la Iglesia matriz de Jauja.

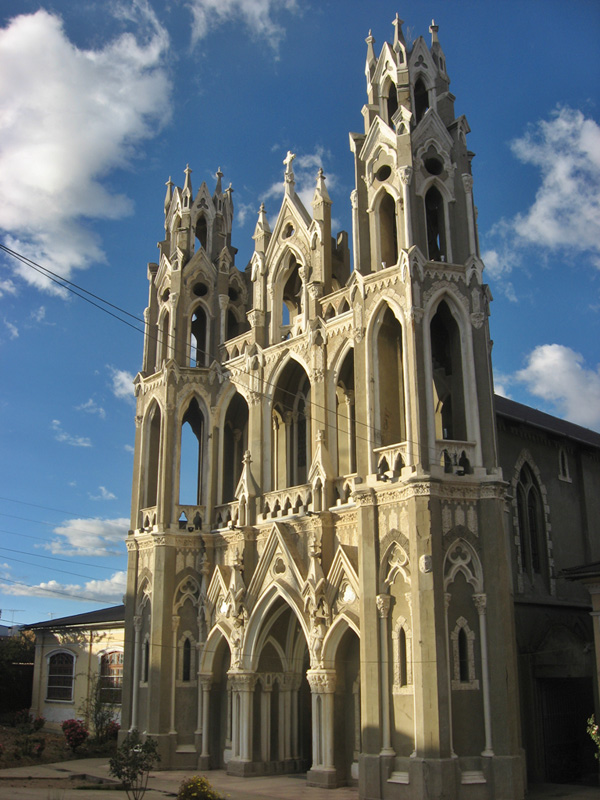
Capilla de Cristo Pobre

Algunos de los principales monumentos históricos de Jauja son:
- La parroquia Santa Fe de Jauja (iglesia matriz), que data de 1564,[15] donde es posible apreciar retablos virreinales de estilo barroco, churrigueresco y rococó, tallados en madera. En su interior se encuentra la imagen de la Virgen del Rosario (patrona de la ciudad) y un órgano de principios del siglo XX.

- La capilla de Cristo Pobre de estilo gótico. Actualmente es administrada por las Hijas de la Caridad y es parte del conjunto arquitectónico del Colegio de Mujeres San Vicente de Paúl.

## Infraestructura deportiva
El principal recinto deportivo en la ciudad es el Estadio Monumental, propiedad del Instituto Peruano del Deporte. Tiene una capacidad para 10,000 espectadores. 

## Vida en la ciudad
La principal actividad es el comercio al por menor de productos agrícolas que se producen en el valle del Mantaro. Sus calles son estrechas y sus casas son de un estilo republicano andino, predominando las construcciones a base de adobes estucadas con yeso y las grandes puertas o zaguanes de madera.
El calendario festivo de la ciudad es muy amplio, celebrándose gran cantidad de acontecimientos sociales, religiosos o municipales con gran algarabía y festejo. Las fiestas más concurridas son los carnavales y la tunantada que se lleva a cabo durante una semana a partir del 20 de enero.
El clima de la ciudad es templado con marcadas temporadas de lluvias de noviembre a abril y seca de mayo a octubre.

## Transporte
Vía terrestre, Jauja está conectada por la Carretera Central que la une tanto con la ciudad ee Lima (al norte y oeste) y con Huancayo al sur. Además, a través de la carretera Jauja - Tarma, se comunica con la Selva Central.
Vía aérea, el aeropuerto de Jauja fue reconocido oficialmente en 1995; es administrado por CORPAC. Actualmente se encuentra cerrado mientras se realizan obras de mantenimiento para que pueda reanudar su atención y vuelva a recibir vuelos comerciales desde el Aeropuerto Internacional Jorge Chávez.

## Cultura

### Folklore
Dentro de toda la provincia homónima (34 distritos) existe una gran variedad de festividades en las que se cultivan danzas primigenias y se rinden culto a los santos patronos de cada localidad con misas seguidas de fiestas costumbristas con castillones y gastronomía local.
Las fiestas populares más conocidas son: Festividad de San Sebastián y San Fabián (20 de enero), Los Cortamontes de Jauja y Marco, compadres y comadres de Paca, la tunantada de Huaripampa, Mamanchic Rosario (Fiesta patronal de Jauja).

## Clima
| Parámetros climáticos promedio de Jauja | Parámetros climáticos promedio de Jauja | Parámetros climáticos promedio de Jauja | Parámetros climáticos promedio de Jauja | Parámetros climáticos promedio de Jauja | Parámetros climáticos promedio de Jauja | Parámetros climáticos promedio de Jauja | Parámetros climáticos promedio de Jauja | Parámetros climáticos promedio de Jauja | Parámetros climáticos promedio de Jauja | Parámetros climáticos promedio de Jauja | Parámetros climáticos promedio de Jauja | Parámetros climáticos promedio de Jauja | Parámetros climáticos promedio de Jauja |
| Mes                                     | Ene.                                    | Feb.                                    | Mar.                                    | Abr.                                    | May.                                    | Jun.                                    | Jul.                                    | Ago.                                    | Sep.                                    | Oct.                                    | Nov.                                    | Dic.                                    | Anual                                   |
| --------------------------------------- | --------------------------------------- | --------------------------------------- | --------------------------------------- | --------------------------------------- | --------------------------------------- | --------------------------------------- | --------------------------------------- | --------------------------------------- | --------------------------------------- | --------------------------------------- | --------------------------------------- | --------------------------------------- | --------------------------------------- |
| Temp. máx. media (°C)                   | 17.5                                    | 16.9                                    | 17                                      | 17.8                                    | 18.3                                    | 18.5                                    | 18.3                                    | 18.8                                    | 18.6                                    | 18.8                                    | 19.1                                    | 18.2                                    | 18.2                                    |
| Temp. media (°C)                        | 11.4                                    | 11.2                                    | 11.1                                    | 10.9                                    | 10.7                                    | 9.8                                     | 9.5                                     | 10.3                                    | 11                                      | 11.7                                    | 11.9                                    | 11.4                                    | 10.9                                    |
| Temp. mín. media (°C)                   | 5.3                                     | 5.6                                     | 5.2                                     | 4.1                                     | 3.1                                     | 1.1                                     | 0.8                                     | 1.8                                     | 3.5                                     | 4.7                                     | 4.7                                     | 4.6                                     | 3.7                                     |
| Fuente: climate-data.org                |                                         |                                         |                                         |                                         |                                         |                                         |                                         |                                         |                                         |                                         |                                         |                                         |                                         |